# Grote Prijs Raf Jonckheere 2019
De 69e editie van de Belgische wielerwedstrijd Grote Prijs Raf Jonckheere werd verreden op 29 juli 2019. De start en finish vonden plaats in Westrozebeke. De winnaar was Michael Van Staeyen, gevolgd door Maxime Vantomme en Gianni Marchand.

## Uitslag
| Grote Prijs Raf Jonckheere 2019 |                     |                                |            |
| Plaats                          | Naam                | Ploeg                          | Tijd       |
| Winnaar                         | Michael Van Staeyen | Roompot-Charles                | 3u 33' 43" |
| 2                               | Maxime Vantomme     | Tarteletto-Isorex              | z.t.       |
| 3                               | Gianni Marchand     | Cibel                          | 2"         |
| 4                               | Tim Declercq        | Deceuninck-Quick-Step          | 8"         |
| 5                               | Jelle Cant          | Tarteletto-Isorex              | 49"        |
| 6                               | Kenny Molly         | Wallonie Bruxelles             | z.t.       |
| 7                               | Celestin Leyman     | EFC-L&R-Vulsteke               | 51"        |
| 8                               | Laurens Sweeck      | Pauwels Sauzen-Vastgoedservice | 1' 6"      |
| 9                               | Thomas Joseph       | Tarteletto-Isorex              | 1' 48"     |
| 10                              | Maxime Farazijn     | C.C.Villeneuve Saint Germain   | z.t.       |

1951 · 1952 · 1953 · 1954 · 1955 · 1956 · 1957 · 1958 · 1959 · 1960 · 1961 · 1962 · 1963 · 1964 · 1965 · 1966 · 1967 · 1968 · 1969 · 1970 · 1971 · 1972 · 1973 · 1974 · 1975 · 1976 · 1977 · 1978 · 1979 · 1980 · 1981 · 1982 · 1983 · 1984 · 1985 · 1986 · 1987 · 1988 · 1989 · 1990 · 1991 · 1992 · 1993 · 1994 · 1995 · 1996 · 1997 · 1998 · 1999 · 2000 · 2001 · 2002 · 2003 · 2004 · 2005 · 2006 · 2007 · 2008 · 2009 · 2010 · 2011 · 2012 · 2013 · 2014 · 2015 · 2016 · 2017 · 2018 · 2019 · 2020 · 2021 · 2022